# Volta al País Basc 1977
La Volta al País Basc 1977 fou la 17a edició de la Volta al País Basc. La cursa s'havia de disputar en cinc etapes, dues d'elles dividides en dos sectors, un d'ells contrarellotge individual, entre el 28 de març i l'1 d'abril de 1977 i un total de 794 km, però la neu caiguda en dies anteriors impedí la disputa de la tercera etapa, la reina de l'edició amb sis ports de muntanya, per la qual cosa finalment foren quatre les etapes disputades i 640 els quilòmetres recorreguts. Aquesta mateixa neu també obligà a modificar la segona etapa.
La victòria final fou per l'espanyol José Antonio González Linares (Kas), que dominà la cursa des del segon sector de la primera etapa i que d'aquesta manera aconseguia la tercera victòria en la general de la Volta al País Basc, després de les aconseguides el 1972 i 1975. L'acompanyaren al podi el belga Paul Wellens i el francès Jean Pierre Baert, ambdós de l'equip Frisol. Miguel Mari Lasa guanyà la classificació de la muntanya i dels punts, mentre les metes volants foren per a René Wuyckens i el Kas fou el millor equip.

## Equips participants
Cinc van ser els equips que van prendre la sortida, els espanyols Novostil-Transmallorca, Teka i Kas, i els estrangers Frisol i Kanel, per completar un gran grup de 50 corredors.

## Etapes
| Etapa | Data    | Recorregut                |                           | Km  | Vencedor de l'Etapa         | Líder de la general         | Ref.  |
| ----- | ------- | ------------------------- | ------------------------- | --- | --------------------------- | --------------------------- | ----- |
| 1a A  | 28 març | Hondarribia - Hondarribia | contrarellotge individual | 8   | Javier Elorriaga (ESP)      | Javier Elorriaga (ESP)      | [ 2 ] |
| 1a B  | 28 març | Hondarribia - Altsasu     | Etapa plana               | 150 | J.A. González Linares (ESP) | J.A. González Linares (ESP) | [ 2 ] |
| 2ª    | 29 març | Altsasu - Agurain         | Etapa plana               | 195 | Paul Wellens (BEL)          | J.A. González Linares (ESP) | [ 2 ] |
| 3ª    | 30 març | Agurain - Aretxabaleta    | Etapa de muntanya         | 154 | Suspesa                     | J.A. González Linares (ESP) | [ 1 ] |
| 4ª    | 31 març | Aretxabaleta - Soraluze   | Etapa de mitja muntanya   | 144 | Miguel Mari Lasa (ESP)      | J.A. González Linares (ESP) | [ 1 ] |
| 5ª A  | 1 abril | Soraluze - Durango        | Etapa de muntanya         | 140 | Custodio Mazuela (ESP)      | J.A. González Linares (ESP) | [ 5 ] |
| 5ª B  | 1 abril | Durango - Goiuria         | contrarellotge individual | 3   | José Enrique Cima (ESP)     | J.A. González Linares (ESP) | [ 5 ] |

## Classificació general
|     | Ciclista                            | Equip                  | Temps       |
| --- | ----------------------------------- | ---------------------- | ----------- |
| 1.  | José Antonio González Linares (ESP) | Kas                    | 17h 23' 32" |
| 2.  | Paul Wellens (BEL)                  | Frisol                 | + 50"       |
| 3.  | Jean Pierre Baert (BEL)             | Frisol                 | + 1' 24"    |
| 4.  | Rafael Ladrón de Guevara (ESP)      | Kas                    | + 3' 15"    |
| 5.  | Javier Elorriaga (ESP)              | Teka                   | + 3' 33"    |
| 6.  | Jordi Fortià Martí (ESP)            | Novostil-Transmallorca | + 5' 23"    |
| 7.  | Antonio Menéndez (ESP)              | Kas                    | + 5' 37"    |
| 8.  | Custodio Mazuela (ESP)              | Novostil-Transmallorca | + 5' 40"    |
| 9.  | José Enrique Cima (ESP)             | Kas                    | + 5' 42"    |
| 10. | Fedor Den Hertog (NED)              | Frisol                 | + 6' 04"    |